# Birger Frieberg
Ludvig Birger Frieberg, född 12 oktober 1850 i Västra Husby församling, Östergötlands län, död 23 januari 1927 i Östra Ryds församling, Östergötlands län, var en svensk präst.

## Biografi
Frieberg föddes 1850 i Västra Husby församling. Han var son till kyrkoherden i Nykils församling. Frieberg studerade i Linköping och vid Lunds privata elementarskola. Han blev höstterminen 1874 student vid Lunds universitet och avlade teoretisk teologisk examen 14 december 1877, praktisk teologisk examen 5 december 1878. Den 12 december 1878 prästvigdes han och blev 26 maj 1882 komminister i Ekeby församling. Frieberg blev 2 april 1886 kyrkoherde i Östra Ryds församling, tillträde 1 mar 1887 och blev 9 juni 1908 kontraktsprost i Skärkinds kontrakt. Han avled 1927 i Östra Ryds församling.
Frieberg blev ledamot av Vasaorden 1916.

### Familj
Birger Frieberg gifte sig 16 maj 1883 med Hilma Emilia Maria Lindhé (1856–1901). Hon var dotter till kaptenen Johan Otto Frans Lindhé och Sophia Christina Blom. De fick tillsammans barnen Karin Maria Frieberg (född 1884), Ejnar Ludvig Emanuel Frieberg i Björsäters församling, Rut Maria Josefina Frieberg (född 1887) Elisabet Birgitta Margareta Frieberg (född 1888), torfförvaltaren Harald Ludvig Elias Frieberg (född 1890), lantbrukaren Bengt Ludvig Frieberg (född 1891), färgteknikern Nils Ludvig Birger Frieberg (född 1894) i Helsingfors och Sven Ludvig Frieberg (född 1896).